# Hermann Hartmann
Hermann Hartmann (Bischofsheim an der Rhön, 4 maggio 1914 – 22 ottobre 1984) è stato un chimico tedesco.
Docente all'università di Francoforte dal 1952, è molto celebre il suo Die chemische Bindung (1954).